# Brompentafluorid
Brompentafluorid ist eine anorganisch-chemische Verbindung aus der Stoffgruppe der Interhalogenverbindungen, die aus den Elementen Brom und Fluor besteht.

## Gewinnung und Darstellung
Brompentafluorid kann durch Reaktion von Brom mit Fluor gewonnen werden.
{\displaystyle \mathrm {Br_{2}+5\ F_{2}\longrightarrow 2\ BrF_{5}} }

## Eigenschaften
Brompentafluorid ist eine farblose, an der Luft stark rauchende, stechend riechende Flüssigkeit, die sich in Wasser zersetzt und fast alle Materialien angreift. Mit organischen Verbindungen ist die Reaktion zum Teil sehr heftig, unter Umständen explosiv. Der Stoff selbst ist zwar unbrennbar, reagiert jedoch derartig stark mit brennbaren Stoffen, dass eventuell keine Zündquelle für einen Brand benötigt wird, und bestehende Brände stark gefördert werden. Trockenes Glas wird bei gewöhnlicher Temperatur langsam angegriffen, Quarzglas praktisch gar nicht.

### Molekülgeometrie
Brompentafluorid besitzt gemäß dem VSEPR-Modell eine quadratisch-pyramidale Molekülgeometrie. Die vier FBrF-Winkel betragen dabei 84,8°. Die axiale Br–F-Bindung, welche die Spitze der quadratischen Pyramide bildet, besitzt eine Länge von 168,9 pm. Die vier planaren Br–F-Bindungen, welche die quadratische Grundfläche der Pyramide bilden, haben eine Länge von 177,4 pm. Das freie Elektronenpaar am Brom-Atom ist dabei axial angeordnet, um einen möglichst großen Abstand zu den Fluor-Atomen zu gewährleisten.
Brompentafluorid besitzt als Molekülsymmetrie die Punktgruppe C4v.

## Verwendung
Brompentafluorid wird in der anorganischen Chemie zur Fluorierung verwendet.

## Sicherheitshinweise
Brompentafluorid ist giftig, brandfördernd und verursacht Verätzungen, es sollte kühl und trocken gelagert werden.